# Зенвалд
Зѐнвалд (на немски: Sennwald) е град в Североизточна Швейцария, кантон Санкт Гален. Разположен е на река Рейн, която служи за граница с Лихтенщайн и Австрия. Населението му е около 4800 души към 2008 г.